# Zwickaui próféták
A zwickaui próféták (németül: Zwickauer Propheten) egy radikális csoport volt a reformáció korai éveiben és a későbbi anabaptista mozgalom egyik gyökerének tartják őket.
Az elnevezést Luther adta a zwickaui csoport szóvivőinek, amelyhez Nikolaus (Nicholas) Storch és Thomas Drechsel szövőmesterek, valamint Markus Thomas Badstübner volt wittenbergi diák tartozott, aki 1521-ben elkísérte Müntzert Prágába. A zwickaui próféták a Biblia spirituális megértését támogatták, elutasították a csecsemőkeresztséget (→ anabaptisták), hangsúlyozták a Szentlélek belső működését, a Lélek általi kinyilatkoztatásokra, álmokra és látomásokra apelláltak.

## Teológia
A zwickaui próféták talán legmeghatározóbb vonása spiritualizmusuk volt, amely alapján a teológiai kérdésekben a Szentlélektől származó közvetlen kinyilatkoztatások, nem pedig a Szentírás volt a támaszuk.  Egy másik fontos megkülönböztető vonásuk a csecsemőkeresztség ellenzése volt. 
Apokaliptikus nézeteik voltak, és abban a hitben éltek, hogy hamarosan eljön a világ vége. 
Egy olyan hívő egyházat akartak,  amely elkülönül a protestantizmus és a katolicizmus államegyházaitól. Tanításuk alapján a „laikusoknak papokká és elöljárókká kell válniuk”.
Nézeteiket a valdensek és a táboriták befolyásolták.

## Történet
A csoport Zwickauban jelent meg. 
Thomas Müntzer 1520-21-ben prédikátori posztot töltött be a városban, és kapcsolatban állt velük. Bár több területen hasonló nézeteket vallott velük, de nem volt a körük tagja.
Egyes történészek azt állítják, hogy ahelyett, hogy ahelyett hogy a zwickaui próféták és Müntzer egymásra hatottak volna, Müntzer őket használta fel forradalmi céljaira.
A három vezető személy (Storch, Drechsel, Badstübner), miután Zwickauból a városi tanács száműzte őket, 1521. végén érkezett meg Wittenbergbe. Az elképzelésük tetszést nyert Andreas Karlstadt és mások körében, akik nagyobb reformokra törekedtek a városban.  Annak ellenére, hogy egyesek elfogadták őket, a jelenlétük nyugtalanságot és zavargást okozhatott a városban, amelyet Philipp Melanchthon sem tudott rendezni. Egy ideig azonban még magára Melanchthonra és Amsdorfra is jelentős hatást gyakoroltak.
Melanchthon Luther Mártonhoz fordult, aki akkoriban a wartburgi kastélyban volt védőőrizetben. 1522. március elején azonban visszatért wittenbergi tevékenységéhez.
Hamarosan számos prédikációt intézett ellenük. Fanatikusoknak (schwärmer) nevezte őket és a prédikációinak az ereje elegendő volt ahhoz, hogy megállítsa a városban növekvő radikalizmust. A próféták ezután szembeszálltak Lutherrel, hogy megerősítsék a Lélek általi üzenetük tekintélyét Luther és a nézetei felett. Luther követelte, hogy isteni üzenetüket egy csodával hitelesítsék. A próféták ezután elítélték Luthert és elhagyták Wittenberget.
A zwickaui prófétákhoz hasonló radikális mozgalmak jellemzőek voltak a reformáció kezdeti korszakára. Egyrészt vallási vízióktól (beleértve a világ végével kapcsolatos elképzeléseket is), másrészt a sok helyen romló társadalmi viszonyok miatti felháborodástól vezérelve a vallási lelkesedést a hatalom kritikájával ötvözték.
Valószínű, hogy Nicholas Storch ezután néhány évet Türingia nyugati részén töltött és Luther arról számolt be, hogy 1524 márciusában Andreas Karlstadt városában, Orlamündében tevékenykedett. 1524 végén takácsként dolgozott, de még mindig prédikált és híveket szerzett. 1525. január vége felé kérte Zwickau polgármesterét, hogy engedjék vissza szülővárosába, de ezt elutasították. Ezt követően nincs további jelentés róla.
A zwickaui próféták egyetlen egyházat vagy mozgalmat sem alapítottak, de már 1530-ban felmerült az az elmélet, minden biztos történelmi alap nélkül, hogy az anabaptizmust Nicholas Storch alapította Zwickauban. Valószínűleg Melanchthon volt az első, aki ezt állította 1530 februárjában, a Friedrich Myconiusnak írt levelében.